# Michał Olejniczak
Michał Olejniczak (Gorzów Wielkopolski, 31 de enero de 2001) es un jugador de balonmano polaco que juega de central en el Vive Kielce. Es internacional con la selección de balonmano de Polonia.
Su primer gran campeonato con la selección fue el Campeonato Europeo de Balonmano Masculino de 2020.

## Clubes
| Club           | País    | Año         |
| -------------- | ------- | ----------- |
| SMS Gdańsk     | Polonia | 2017 - 2020 |
| KS Vive Kielce | Polonia | 2020 - Act. |

## Palmarés

### Vive Kielce
- Liga de Polonia de balonmano (2): 2021, 2022, 2023
- Copa de Polonia de balonmano (1): 2021